# Ilarion Buiuc
Ilarion Buiuc (n. 1891 – d. secolul al XX-lea) a fost un deputat moldovean ales din partea Congresului Militarilor Moldoveni în Sfatul Țării.

## Sfatul Țării
La 27 martie 1918 a votat unirea Basarabiei cu România.

## Galerie

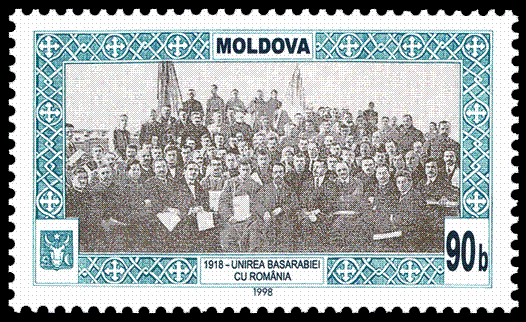
Timbru din Republica Moldova, 1998
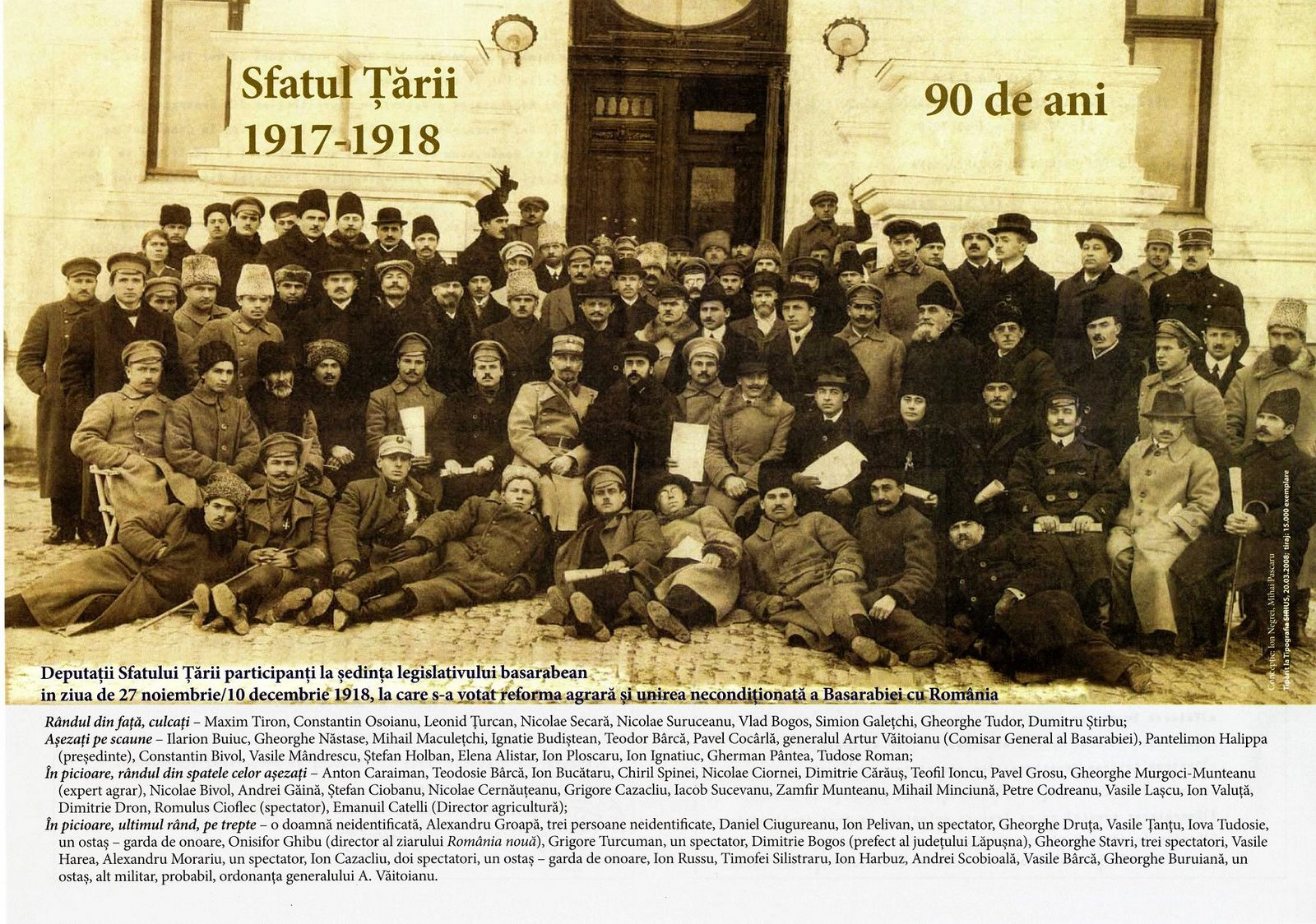
Palatul Sfatului Ţării (10 decembrie 1918)